# Rogalski
Rogalski, Rogalska – polskie nazwisko.

## Osoby noszące nazwisko Rogalski
- Aleksander Rogalski – historyk
- Antoni Rogalski (strona ujednoznaczniająca)
- Bogusław Rogalski – polityk
- Edmund Rogalski – oficer
- Eugeniusz Rogalski (1920–1982) – lekarz, profesor nauk medycznych
- Grażyna Dyksińska-Rogalska – tłumacz
- Gustaw Rogalski (1887–1939) – polski rysownik, karykaturzysta, piłkarz
- Jan Paweł Rogalski (1908–1993) – polski anarchista
- Jerzy Rogalski – aktor
- Leon Rogalski – historyk literatury, publicysta, tłumacz
- Maciej Rogalski (ur. 1980) – polski piłkarz
- Maciej Rogalski – polski prawnik
- Maksymilian Rogalski (ur. 1983) – polski piłkarz
- Marcin Rogalski (ur. 1982) – polski piłkarz
- Michał Rogalski (strona ujednoznaczniająca)
- Mieczysław Rogalski (1889–1952) – prawnik, dyplomata i urzędnik konsularny
- Mirosław Rogalski (ur. 1964) – polski dziennikarz telewizyjny i radiowy, menadżer
- Robert Rogalski (1920–2020) – polski aktor teatralny i filmowy
- Stanisław Rogalski – konstruktor lotniczy
- Stefan Zdzisław Rogalski (1935–2018) – polski łyżwiarz szybki
- Stefan Rogalski (ur. 1941) – polski działacz państwowy i partyjny
- Tadeusz Rogalski (strona ujednoznaczniająca)
- Theodor Rogalski (1901–1954) – rumuński kompozytor i dyrygent
- Wojciech Rogalski – lekarz, gen. dywizji WP II RP
- Zbigniew Rogalski (ur. 1974) – polski artysta wizualny